# Ophélie (pétrolier)
L’Ophélie est un pétrolier (dit « navire-citerne » lors de sa construction) de 9 000 tonnes environ, appartenant à la Compagnie auxiliaire de navigation, coulé après avoir été incendié par l’aviation allemande lors de la Seconde Guerre mondiale.
Il avait un sister-ship, l’Omphale.
Les restes de l’épave de l’Ophélie reposent aujourd’hui à environ 25 m de fond, partiellement ensablés, dans une zone la plupart du temps très turbide en raison d’un fort courant non loin du port de Boulogne-sur-Mer, dans le pas de Calais.

## Histoire
Alors que le pétrolier était ancré devant le port de Boulogne, il a été bombardé par la Luftwaffe et a pris feu la nuit du 20 au 21 mai 1940. Deux dragueurs auxiliaires (Pierre Descelliers et Tarana) ont tenté de le sauver, sans succès.
L’incendie a duré trois jours, visible de tous à 3,5 km à l'ouest de la balise de la digue Carnot, sur la bassure de Baas.
6 marins sont morts (le commandant, 2  officiers mécaniciens, 2 chauffeurs et un canonnier).
Dix autres ont été blessés et hospitalisés et 24 ont été sauvés sans blessures graves.
Des études ont montré dans les années 1990 que les épaves du détroit pouvaient être très riches en biocénoses, jouant parfois un rôle d'oasis sous-marine pour certaines espèces. L’Ophélie s'inscrit dans la plus grande concentration d'épave de la zone (près de Boulogne-sur-Mer) mais nombre d'entre elles sont âgées et s'effondrent peu à peu sur elles-mêmes.
Une expérience nommée « BORA » a consisté dans les années 1990 à couler contre l'épave de l’Ophélie, partiellement ensablée et en voie de s'effondrer sur elle-même, une barge chargée de modules constitués de différents matériaux pouvant entrer dans la composition d'un récif artificiel. Ces matériaux avaient été choisis des plus lisses (carreaux de céramique) à des bétons rugueux. À la suite de l'explosion d'une des bouées équilibrant la barge alors qu'elle coulait, les éléments de récifs ont été partiellement détruits, mais en partie restaurés une fois la barge posée au fond, ce qui a permis de rapidement démontrer que la colonisation de ces éléments (même les plus lisses) par des propagules d'organismes marins encroûtants se faisait rapidement, en dépit des courants violents et de la forte turbidité de l'eau dans cette partie du détroit.